# Лойко, Сергей Леонидович
Сергей Леонидович Лойко (род. 26 февраля 1953 года в Миккели, Южное Саво, Финляндия) — журналист, переводчик, писатель, фотограф.

## Биография
Родился 26 февраля 1953 года в Москве.
Работал на Втором Московском часовом заводе наладчиком и в Московском Северном речном порту грузчиком. Работал инженером в НИИ. В 1980 году закончил МОПИ имени Н. К. Крупской по специальности учитель английского языка. Затем преподавал английский язык в средней школе. Проходил службу в Советской Армии в РВСН на Дальнем Востоке в Амурской области.
С конца восьмидесятых годов работал переводчиком в московском бюро Associated Press, продюсером британской телекомпании TV/am «Good morning, Britain». C 1991 по 2016 год работал переводчиком, корреспондентом и фотографом Los Angeles Times в Москве. Среди прочего освещал военные конфликты и революции в Молдове, Грузии, Абхазии, Нагорном Карабахе, Таджикистане, Чечне, Афганистане, Ираке и на Украине.
В 1988 году работал вместе с Арнольдом Шварценеггером во время съёмок финального эпизода в фильме «Красная жара» в Москве.
В марте 2022 году 69-летний Лойко приехал на Украину и вступил в ряды территориальной обороны Вооружённых сил Украины.
2 сентября 2022 года Минюст РФ внёс Лойко в реестр СМИ — «иностранных агентов».
6 февраля 2024 года МВД России объявило Лойко в розыск по уголовной статье (без уточнения статьи). Ранее сообщалось, что 69-летний журналист отправился на Украину и вступил в ряды территориальной обороны ВСУ для участия в боевых действиях против российской армии.

## Журналистика
Работал в московском бюро газеты «Los Angeles Times» (США), сотрудничает с «Новой газетой». Автор репортажей из районов военно-политических конфликтов в странах бывшего СССР и дальнего зарубежья (в частности, Афганистан и Ирак).
В 2012 году на пресс-конференции президента Путина Лойко задал ему вопрос: «Для Сергея Магнитского в 2009 году вполне себе наступил 37-й год. <...> Вопрос у меня такой — у России было три года, чтобы дать ответ — что же случилось? <...> Что произошло с Сергеем Магнитским?». Этот вопрос журналиста имел большой резонанс в прессе.
Сергей Лойко стал одним из журналистов, описывавших операцию «Шок и трепет». Его багдадские репортажи кроме «Новой газеты» публиковались в «Лос-Анджелес Таймс», звучали в эфире «Эха Москвы», перепечатывались разными мировыми изданиями. «Новая газета» выдвигала Сергея Лойко на премию Союза журналистов России за 2003 год.
В 2014 году освещал войну на востоке Украины.  31 октября, после выступления Лойко в программе «Своими глазами» на радио «Эхо Москвы», Роскомнадзор вынес письменное предупреждение радиостанции за публикацию информации, «оправдывающей практику совершения военных преступлений». По требованию Роскомнадзора, текст передачи был удалён из архива сайта радио, а главный редактор «Эха Москвы» Алексей Венедиктов сообщил в Твиттер, что собирается судиться с Роскомнадзором.
В декабре 2014 года министр информационной политики Украины Юрий Стець предложил Лойко принять украинское гражданство и стать его заместителем. Однако Лойко от этого предложения отказался, сообщив, что живёт в Америке, имеет российское гражданство и его это устраивает
3 сентября 2015 года в Киеве состоялась презентация книги «Аэропорт». По словам Лойко, книгу он писал о войне между «Россией и Украиной», так как «иначе назвать это нельзя». Он рассказал, что был одержим романом все время пребывания с «киборгами» в донецком аэропорту в октябре 2014 года. «С самого начала я понял, что это должен быть именно роман, потому что в хронике, в документальном свидетельстве нельзя выразить всю глубину трагедии, подлости, героизма, ненависти, страсти, присущих этой войне. Я не мог рассказывать о ней холодным, отстраненным тоном летописца», — написал Лойко в своем блоге в издании «Новое время». В 2016 году роман был переведен на многие другие языки и вышел в Голландии, Польше, Латвии, Эстонии, Литве, Грузии, Чехии и Китае.
Фотографии, сделанные Сергеем Лойко внутри Донецкого аэропорта во время 242-дневной борьбы за него между войсками Украины и ДНР, были перепечатаны большинством мировых изданий, после того, как появились в Los Angeles Times. Эта серия фотографий выдвигалась на Пулитцеровскую Премию и World Press Photo, и была частью пакета, который был удостоен в 2015 году престижнейшей американской премии Overseas Press Club Bob Considine Award, что поспособствовало выезду в США и получению там премии.
28 сентября 2016 года в Сахаровском Центре в Москве активисты, называющие себя «ополченцами ДНР», облили фотографии Лойко краской. Работы успели провисеть на выставке всего один день.
В феврале 2017 года Лойко был вызван в Следственный комитет РФ для дачи письменных объяснений в связи с обращением московского депутата Дмитрия Захарова, который по собственным словам нашел пропаганду «Правого сектора» в выставке работ Лойко и Александра Васюковича.
В октябре 2017 года Лойко начал снимать документальные фильмы для украинского телеканала «Прямой». Премьера четырехсерийного телефильма «Гибридная история» о событиях последних лет на востоке Украины состоялась на телеканале «Прямой» 15 марта 2018 года.
В 2019 году на ток-шоу российского телеканала НТВ «Место встречи» приглашенный эксперт Михаил Маркелов обратился к Лойко с вопросом, почему он, будучи гражданином России, «поддерживает украинских бандеровцев и нацистов». Писатель ответил на это нацистским приветствием, что привело к драке.

## Премии и награды
- 2015 год — за работу на войне на Украине Сергей Лойко был удостоен одной из высших наград в американской журналистике — Overseas Press Club Bob Considine award «за храбрость, достоверность, оригинальность, глубину и выразительность описанного».
- 2015 год — Сергей удостоился престижной Los Angeles Times editorial award за «лучшие репортажи 2014 года».

### Номинации
- 2017 год — книга «Аэропорт» была выдвинута на соискание Национальной премии Украины имени Тараса Шевченко в номинации литература[23].

## Проекты
23 января 2016 года Сергей Лойко на своей странице в социальной сети Facebook сообщил, что после года переговоров отказал голливудским студиям «Коламбия» и «Сони Пикчерз» в приобретении прав на его статьи в «Лос-Анджелес Таймс» с целью экранизации обороны донецкого аэропорта украинскими военнослужащими. По словам Лойко, после подписания контракта голливудские сценаристы имели бы право писать свой сценарий по мотивам его книги, в который он мог вмешаться только косвенно.

«Я не хочу, чтобы о подвиге ребят, погибших в ДАПе, писал какой-нибудь парень из Санта-Моники, попивая калифорнийское винцо и придумывая сценарий очередного боевика. Если когда-то будет снято об этом кино, и если это будет связано с моей книгой, я хочу, чтобы об этом было рассказано так, как я видел это собственными глазами, и как это на самом деле и было», — отметил писатель.